# Papilio rutulus
Papilio rutulus is een vlinder uit de familie van de pages (Papilionidae). De spanwijdte bedraagt tussen de 70 en 100 millimeter. Het verspreidingsgebied beslaat de westkust van de Verenigde Staten en Canada.
De vliegtijd van de enige generatie per jaar is juni en juli. De mannetjes vliegen in die periode door de canyons en bij de heuveltoppen op zoek naar een vrouwtje om mee te paren. De eitjes legt het vrouwtje elk op een eigen plant. De vlinder overwintert als pop.
De waardplanten van de rupsen zijn met name van de geslachten Prunus, Populus en Salix.